# Marc Burns
Marc Burns (ur. 7 stycznia 1983 w Port-of-Spain) – trynidadzko-tobagijski lekkoatleta, sprinter, wicemistrz olimpijski z Pekinu, brązowy medalista olimpijski z Londynu oraz olimpijczyk z Aten. Trzykrotny wicemistrz świata w sztafecie 4 × 100 metrów, dwukrotny medalista mistrzostw świata juniorów.

## Sukcesy
| Rok  | Zawody                      | Miasto        | Miejsce | Konkurencja        | Czas       |
| ---- | --------------------------- | ------------- | ------- | ------------------ | ---------- |
| 2000 | Mistrzostwa świata juniorów | Santiago      |         | Bieg na 100 m      | 10,40 sek. |
| 2001 | Mistrzostwa świata          | Edmonton      |         | Sztafeta 4 × 100 m | 38,58 sek. |
| 2002 | Mistrzostwa świata juniorów | Kingston      |         | Bieg na 100 m      | 10,18 sek. |
| 2003 | Igrzyska panamerykańskie    | Santo Domingo |         | Sztafeta 4 × 100 m | 38,53 sek. |
| 2005 | Mistrzostwa świata          | Helsinki      |         | Sztafeta 4 × 100 m | 38,10 sek. |
| 2006 | Igrzyska Wspólnoty Narodów  | Melbourne     |         | Bieg na 100 m      | 10,17 sek. |
| 2008 | Igrzyska olimpijskie        | Pekin         |         | Sztafeta 4 × 100 m | 38,06 sek. |
| 2009 | Mistrzostwa świata          | Berlin        |         | Sztafeta 4 × 100 m | 37,62 sek. |
| 2012 | Igrzyska olimpijskie        | Londyn        |         | Sztafeta 4 × 100 m | 38,12 sek. |
| 2014 | IAAF World Relays           | Nassau        |         | Sztafeta 4 × 100 m | 38,04 sek. |
| 2014 | Igrzyska Wspólnoty Narodów  | Glasgow       |         | Sztafeta 4 × 100 m | 38,10 sek. |

## Rekordy życiowe
- Bieg na 100 m – 9,96 (2005)
- Bieg na 200 m – 20,57 (2005)